# Atol Pearl e Hermes

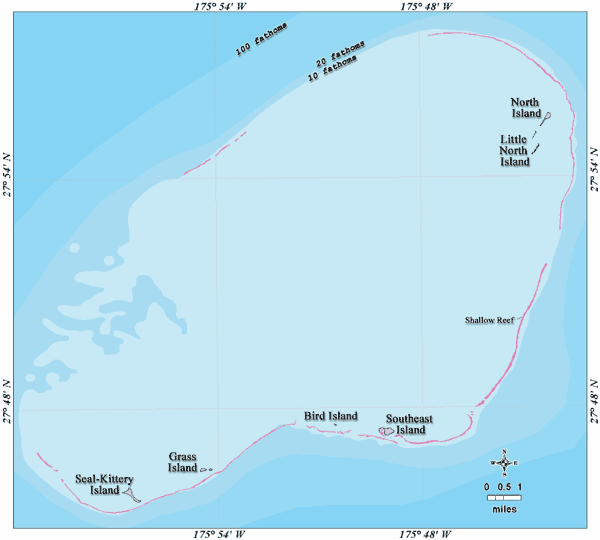
Mapa batimétrico, fonte: NOAA.

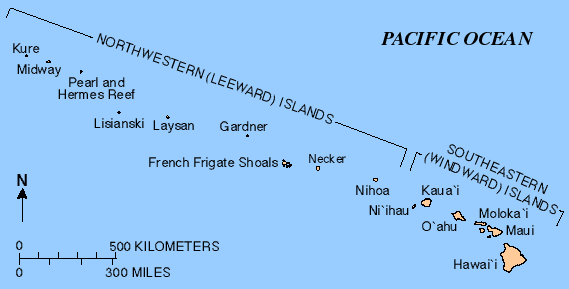
Mapa de todo o arquipélago do Havai.

O atol Pearl e Hermes (em havaiano Holoikauaua, em inglês:  Pearl and Hermes Atoll) faz parte das ilhas de Sotavento do Havai. 
O atol está muito erodido e meio submerso. Consta de ilhéus de areia a rasar o nível da água sobre recifes de coral: North, Little North, Southeast, Bird, Sand, Grass, Seal, e Kittery. Os ilhéus são tão baixos que ocasionalmente a água os cobre. A área total é de 0,36 km². Praticamente não há vegetação.
O atol foi descoberto em 1822, quando dois baleeiros ingleses, o Pearl e o Hermes, naufragaram durante uma tempestade. As duas tripulações conseguiram construir um barco novo com os restos dos dois baleeiros e voltaram a Honolulu. Homenageando o nome de pearl (pérola), em 1927 o capitão William Greig Anderson, quando estava na pesca de atuns, descobriu ostras perolíferas na lagoa. Explorou-se este recurso até há poucos anos, quando o governo do estado do Havai declarou o atol como reserva natural para a protecção de aves. A ave Telespiza cantans, da família Fringillidae, foi introduzida na ilha para garantir a sobrevivência da espécie, no caso de alguma catástrofe extinguir a população da ilha de Laysan.
O atol foi inserido no Papahānaumokuākea Marine National Monument em 2006.